# Амарма
Амарма (Амар) (*д/н —1453) — 12-й маї Борну в 1451—1453 роках.

## Життєпис
Син Аїши, доньки маї Османа II. Його батько за деякими відомостями належав до правлячого роду однієї з держав хауса.
1451 року повалив маї Мухаммада II, який можливо не належав до династії Сейфуа. Втім вимушений був боротися проти інших родичів, що отаборилися у різних частинах держави.
На цей час Борну фактично перестала існувати як єдина держава. До цього додалися напади кочівників. Загинув 1453 року в місцині тармата. Трон отримав Мухаммад III.